# De Strangorianen
De Strangorianen was een 13-delige Vlaamse komediereeks van de VTM uit 1991, naar een idee van Herman Verbaet en met De Strangers in de hoofdrollen.

## Verhaal en afleveringen
De Strangers spelen 4 paters van de (fictieve) kloosterorde der Strangorianen. Wanneer de abt overlijdt, willen ze een reis naar Rome ondernemen om het graf van de Heilige Strangorius, stichter van hun kloosterorde, te bezoeken. In elke aflevering beleven ze een nieuw avontuur waarmee ze het geld dat nodig is voor de reis proberen te verdienen. Helaas gaat het meestal mis en verliezen ze aan het eind van de aflevering het verdiende geld.

### Aflevering 1: De Lachende Paterkes
Na het overlijden van de abt blijven in de orde van de Strangorianen slechts drie paters over, pater Bob, pater Johannes en pater Alexius. Zijne Eminentie ontheft hen van hun zwijgplicht na 30 jaar, en ze mogen voortaan hun laatste dagen slijten met devotie en gebed. Zuster Huberta van de Koloritessenzusters zal voor de paters zorgen. De paters zouden graag in Rome naar het graf van hun stichter Sint-Strangorius gaan. Ze hebben er alleen het geld niet voor. Ze mogen van zijne Eminentie een beetje geld verdienen. Stefanneke stelt de paters voor wat oude meubels te verkopen. Hij wil er 20 frank (0,5 €) voor geven, het dubbele van de houtprijs. Maar eigenlijk is het antiek. Als Stefanneke om de meubels wil komen, hebben de paters als verrassing voor hem de meubels al in stukken gehakt. Zijne Eminentie doet hen het geld aan Stefanneke teruggeven. Stefanneke beweerde namelijk het brandhout nodig te hebben voor zijn arme kindjes die koud hebben. Nest biedt zich aan om pater te worden. Hij wordt pater Nestorius en nu zijn ze dus met vier paters. Pater Nestorius komt op het idee om gebraden konijn te verkopen op de Vogelenmarkt om zo aan geld te komen om naar Rome te gaan. Nestorius had vroeger van een vrouw geld geleend en die staat ineens aan het klooster en neemt de opbrengst van de konijnenverkoop mee en de paters zitten weer zonder geld. De paters zingen om zich bezig te houden.

### Aflevering 2: De Ark Van Strangorius
Link Janneke, de kozijn van Stefanneke brengt de paters op het idee om als de mensen op reis gaan voor hun dieren te zorgen en zo geld te verdienen. De politie legt echter hun activiteiten stil omdat ze geen vergunning hadden en ze nemen het kistje met geld mee. En zo zijn de paters weer hun geld kwijt om naar Rome te gaan.

### Aflevering 3: Geschenk uit de hemel
Stanneke sterft en laat heel zijn bezit achter aan de Strangorianen. Ze erven een auto. Ze willen de auto verkopen om aan geld te geraken om naar Rome te gaan. Zijne Eminentie vindt echter dat de paters zo geen bezit mogen hebben en neemt de auto in beslag om zelf te gebruiken. De politie vindt echter de auto vol met seksboekjes. De auto was van de beruchte bende van Stanneke. Zijne Eminentie vertelt echter dat de auto van de paters is en niet van hem. De paters brengen de nacht door in de gevangenis. Dus is er weer geen geld om naar Rome te gaan.

### Aflevering 4: Gebakken Peren
Vrouwen geven aan de orde van de Koloritessen waar Zuster Huberta toe behoort gebakken peren (met een envelop met een geldsom bij) als ze amoureuze problemen hebben. Dan bidden de Koloritessen om deze amoureuze problemen op te lossen. Zoals bij de arme Klaren waar eieren geofferd worden in ruil voor goed weer. Hermanneke, de soepboer komt bij de Strangorianen klagen dat hij amoureuze problemen heeft en zo komen de Strangorianen op het idee dat als mannen met amoureuze problemen komen ze zure pruimen (met een envelop met een geldsom bij) moeten offeren aan de Strangorianen om deze amoureuze problemen op te lossen. Hermanneke offert zo als eerste zure pruimen en zijn problemen worden opgelost. Hermanneke begint zure pruimen te verkopen en maakt reclame bij mannen dat ze deze moeten kopen en gaan offeren bij de Strangorianen. Veel mannen komen met zure pruimen en het geld stroomt binnen bij de paters. Zijne Eminentie is echter razend dat de Stangorianen hun evennaaste bedriegen tot eigen profijt en neemt het geld in beslag. En weer zitten de paters zonder geld.

### Aflevering 5: De Call-Boys
Glad Jowanneke, de neef van Stefanneke wil zich komen bezinnen in het klooster. Hij wil huur betalen en trakteert de paters met eten van de traiteur. Jowanneke doet daar zijn zaakjes. De paters mogen werken voor hem, geld verdienen door mensen te helpen. Glad Jowanneke belooft de paters de helft van de opbrengst die hij opbergt in zijn brandkast die hij in het klooster gezet heeft. Zijne Eminentie vindt het schandalig dat de paters geld verdienen aan de nood en ellende van hun medemens en stuurt daarom Jowanneke weg uit het klooster. Maar dieven gaan aan de haal met de brandkast. En de paters en glad Jowanneke zijn al hun geld kwijt.

### Aflevering 6: Abdij Zonder Bier
De Strangorianen gaan bier brouwen op aanraden van Jean-Pierre 't Manneke, Strangoriusbier. De paters brouwen elk afzonderlijk een Stangorius met elk andere ingrediënten. 't Manneke wil alle vier de bieren uitbrengen, zo goed smaken ze. Ze gaan het bier verkopen. Wanneer de paters vragen wanneer ze hun geld gaan krijgen antwoord 't Manneke dat ze het zullen krijgen als hij uit zijn kosten geraakt. De politie komt echter en zegt dat het een sluikstokerij is en ze moeten de brouwerij sluiten. Aangezien ze nog geen geld ontvangen hadden van 't Manneke hebben ze dus weer niets verdiend.

### Aflevering 7: De Modellen
Bobbejaan, de vriend van fotograaf Brammeke wil zijn vrouwelijke modellen komen laten poseren in het klooster. Hij wil 5000 frank (125 €) per dag betalen. Broeder Johannes ontvangt van hem in totaal 15000 frank (375 €). Broeder Johannes stelt de modellen voor om met hem te gaan eten. Ze zijn akkoord als hij trakteert bij Comme Chez Soi. Als hij terug in het klooster komt is al het geld echter op omdat het een duur restaurant bleek te zijn.

### Aflevering 8: De Supermarkt
Zuster Huberta brengt de patertjes op het idee om geld te verdienen met hun oud papier te verkopen. Het papiermarchanneke (papieropkoper) wil er niks voor geven. De paters knippen al hun bonnen uit hun oud papier uit en denken dat ze geld waard zijn. De papiermarchang zegt dat ze daarvoor bij zijn zoon naar de supermarkt moeten gaan. Natuurlijk kunnen ze niets betalen met die bonnen en moeten de paters terugkeren zonder geld.

### Aflevering 9: De Rondleidingen
Met rondleidingen in hun abdij te organiseren verdienen de Strangorianen geld. Meneer Flanneke is een dagelijkse bezoeker. Zijne Eminentie zegt dat hun abdij genomineerd is om tijdens de week van de abdijen als voorbeeld te dienen. Als ze de nominatie in de wacht slepen hangt er een geldprijs aan vast en dat is natuurlijk goed voor hun inkomsten. Meneer Danneke verstopt drugs in de kapel. Zuster Huberta beslist dat de abdij 8 dagen dicht moet voor de grote schoonmaak. Flanneke wil de drugs die Danneke verstopt heeft ophalen maar mag dus niet binnen van zuster Huberta. Tijdens de grote schoonmaak vindt een patertje de drugs en hij denkt dat het suiker is. Dat komt net van pas om een taart te bakken. Flanneke maakt Zijne Eminentie wijs dat hij pater wil worden. Flanneke, Zijne Eminentie en zuster Huberta eten de taart op. Ze worden er echter zo high van dat ze de inkomsten van de rondleidingen in brand steken. De paters komen te laat om hun geld te redden. Net op dat moment komt de inspecteur van de week van de abdijen binnen. Hij vindt het drietal in een highe toestand en beslist dat de Strangorianen niet langer genomineerd zijn en dus valt ook die geldprijs in het water.

### Aflevering 10: De Verschijning
Broeder Nestorius hervalt in de wereldse verlokkingen en gaat 's nachts kaarten om geld te verdienen voor de reis naar Rome. De pijen stinken en zuster Huberta wil ze wassen. Zuster Huberta heeft het wasmiddel Platch in haar winkelkarretje liggen en komt een platchverkoper tegen. Die stelt voor om 2 dozen van een ander merk te wisselen voor die ene doos Platch en zuster Huberta gaat tegen alle verwachtingen van de platchverkoper in op zijn aanbod. Niemand weet wat er eigenlijk in die 2 dozen zit. Zuster Huberta wast er de pij van broeder Nestorius mee. Broeder Nestorius hangt zijn gewassen pij aan het beeld van Strangorius en hij wint veel met het kaarten. De pij geeft in het donker echter veel licht door het rare wasmiddel en wanneer de 3 andere paters dat zien denken ze dat de heilige Strangorius verschenen is. De avond erna gaat broeder Nestorius terug kaarten en hangt zijn pij terug aan het beeld. Zijne medekaarters spelen echter vals en broeder Nestorius verliest al zijn geld. Zuster Huberta en Zijne Eminentie hebben de verschijning nu ook gezien. Met een verschijning kan je bedevaarders aantrekken en geld verdienen. Zuster Huberta wast ook de pijen van de andere 3 paters omdat een verschijningsdeskundige op bezoek zal komen. Dan ontdekken ze dat de pijen licht geven in het donker en Zuster Huberta legt de link met het wasmiddel. Ze is razend en gaat naar de winkel en wil haar doos Platch terug. Aangezien er van verschijningen en dus ook van bedevaarders geen sprake is en aangezien broeder Nestorius ook geen geld won hebben de paters weer niets verdiend.

### Aflevering 11: Het Mirakel
Antoinneke en zijn medegangster Ivanneke verstoppen zich met een gereedschapskist in het klooster. Ze moeten van Zuster Huberta helpen met werken voor het feest van de heilige Strangorius. Ze verstoppen geld in het beeld van de heilige Cornelius. Een pater vindt een briefje van 1000 frank (25 €) onder het beeld en denkt dat er een mirakel gebeurd is. De politie pakt Antoinneke en Ivanneke op. De paters luiden de klok en er valt geld naar beneden. Blijkbaar hadden de gevangenen het geld op een andere plaats verstopt. Net op dat moment valt de politie binnen en ze nemen Zijne Eminentie mee. Van een beeld dat mirakels verricht door briefjes geld te tevoorschijn te laten komen is dus geen sprake en de paters hebben weer geen geld verdiend.

### Aflevering 12: De Schattenjacht
Highetanneke komt als gast in het klooster. Op zolder heeft broeder Bob een kaart gevonden met de onderaardse gangen van het klooster op. Deze kaart stamt uit de tijd van de beeldenstorm en de paters denken dat er een schat verborgen ligt in hun eigen onderaardse gangen. En met die schat zouden ze dan naar Rome willen gaan. Highetanneke zegt dat hij thuis is in de wereld van de underground. Ze gaan in de onderaardse gangen op zoek. Ze vinden o.a potten met confituur en dat een soort zaken en nemen een paar dozen mee. Later nemen ze ook wijn, bier, sigaren en sigaretten mee. Uiteindelijk vinden ze zelfs kistjes met goud. Buurtbewoners komen met de politie naar het klooster. De onderaardse gangen van de paters kwamen blijkbaar uit in de kelders van de buurtbewoners. De paters hebben dus weer geen geld om op reis te gaan naar Rome en zijne Eminentie wordt weer door de politie meegenomen.

### Aflevering 13: Het Optreden
De Strangorianen vergeten het plan om naar Rome te gaan en leggen zich voortaan alleen nog toe op de muziek. Tot een muziekmanager hen toevallig ontdekt. Zijne Eminentie ondertekent het contract. De manager regelt voor de paters een optreden. De mensen die naar het optreden luisteren zijn laaiend enthousiast. In het contract stond in de kleine lettertjes dat de opbrengst van het eerste optreden moet uitbetaald worden in natura door een reis van 4 personen op naam naar Rome. En dat had Zijne Eminentie niet gelezen. En zo vertrekken de paters dan eindelijk met de trein naar Rome om het graf van hun stichter te gaan bezoeken. Zijne Eminentie, zuster Huberta, de muziekmanager en alle andere personages die in de reeks hebben meegespeeld zwaaien hen uit.

## Rolverdeling

### Hoofdrollen
| Acteur            | Personage | Aflevering                    |
| Bob Van Staeyen   | Broeder Bob | 1-13                          |
| John De Wilde     | Broeder Johannes | 1-13                          |
| Alex Boeye        | Broeder Alexius | 1-13                          |
| Ernest Adriaensen | Broeder Nestorius | 1-13                          |
| Walter Rits       | Zijne Eminentie | 1-13                          |
| Jenny Tanghe      | Zuster Huberta | 1-13                          |
| Leo Brant         | Stefanneke Link Janneke Stanneke Hermanneke Glad Jowanneke Jean-Pierre 't Manneke Bobbejaan (vriend van Brammeke) Papiermarchanneke Meneer Flanneke Platchverkoper Antoinneke Highetanneke Muziekmanager | 1 2 3 4 5 6 7 8 9 10 11 12 13 |

### Gastrollen
- Ben Rottiers speelt in meerdere afleveringen een agent
- Bart Van Avermaet speelt in enkele afleveringen verschillende rollen, o.a. als fotograaf, supermarktuitbater, enz.

## Trivia
- In elke aflevering zingen De Strangers een (deel van een) liedje. De meeste van die liedjes zijn verschenen op de LP Van 't Patersvaatje.
- De reeks verscheen in 2010 op Dvd. Afleveringen 1-6 staan op disc 1, 7-13 op disc 2. Elke aflevering duurt ongeveer een half uur, behalve de eerste aflevering die ruim 50 minuten lang is.